# دومراون
دومراون (به انگلیسی: Dumraon) یک منطقهٔ مسکونی در هند است که در بخش بوکسار واقع شده‌است. دومراون ۵۳٬۶۱۸ نفر جمعیت دارد و ۶۱ متر بالاتر از سطح دریا واقع شده‌است.